# ビールジョッキ

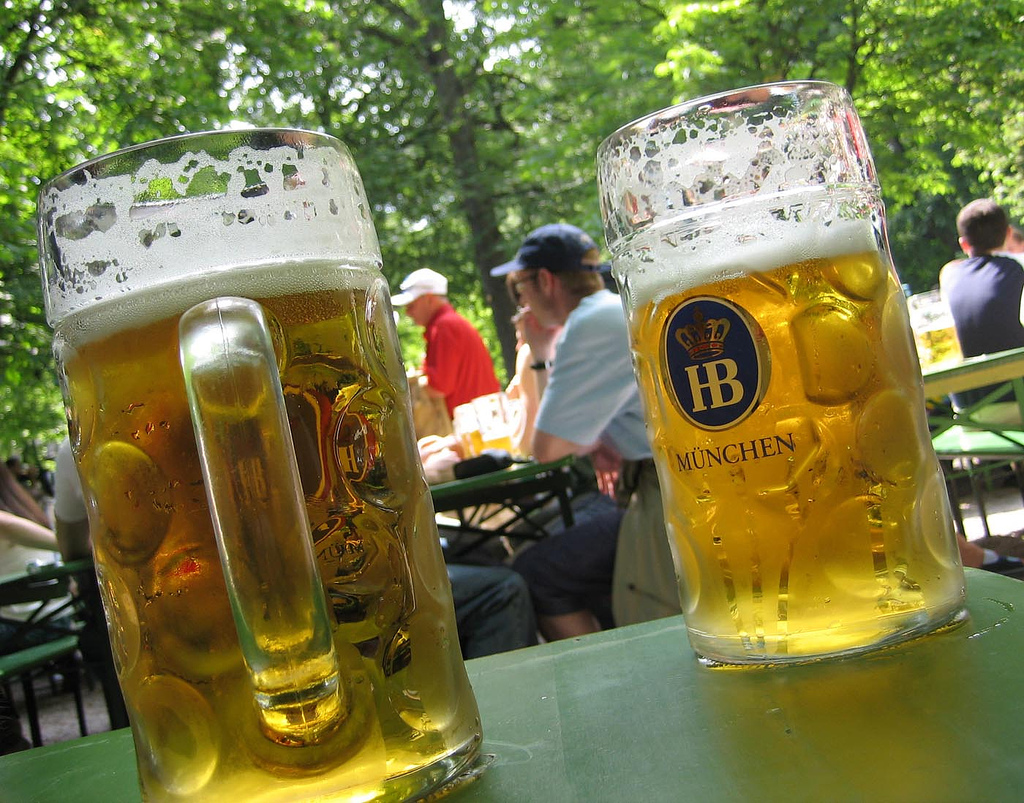
ビールジョッキ

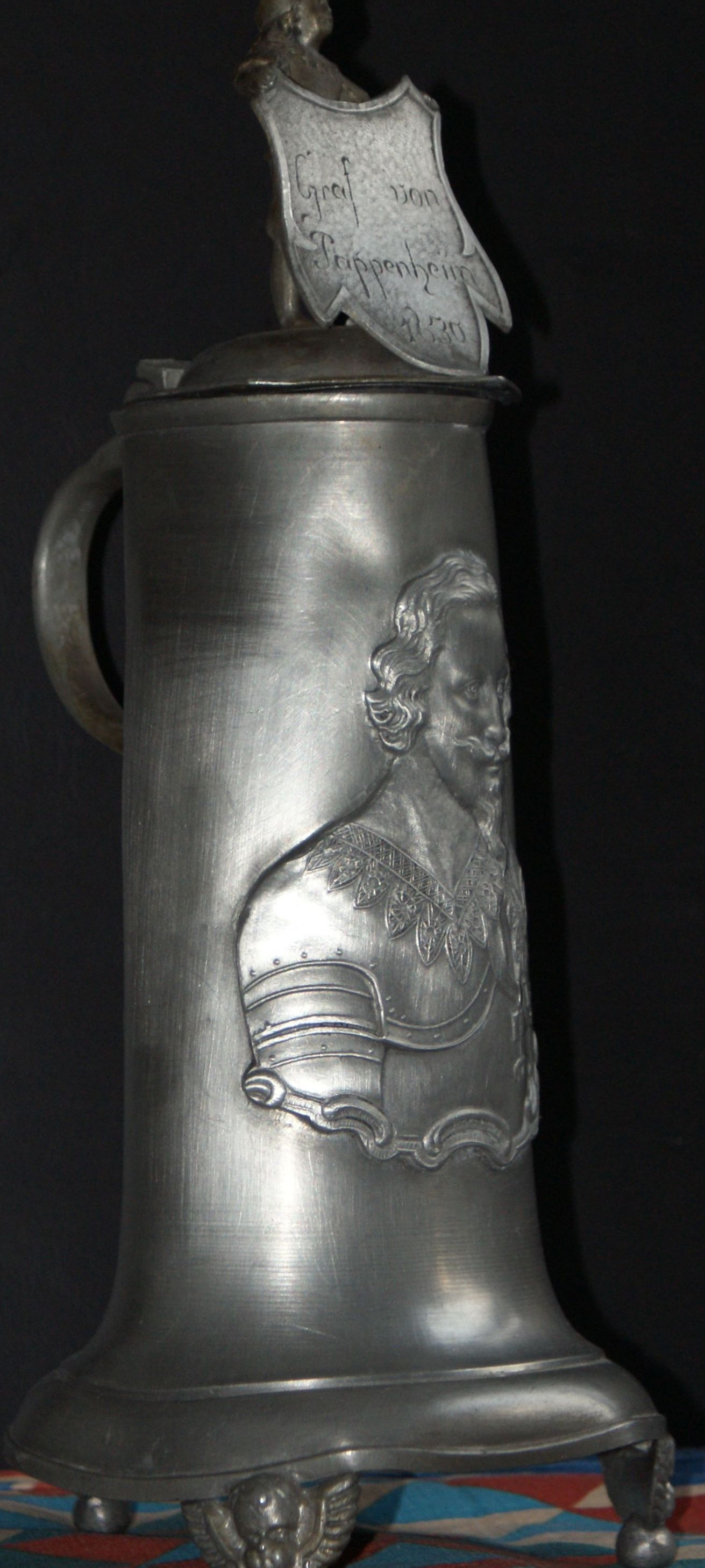
蓋・脚付きの
金属製ビールジョッキ

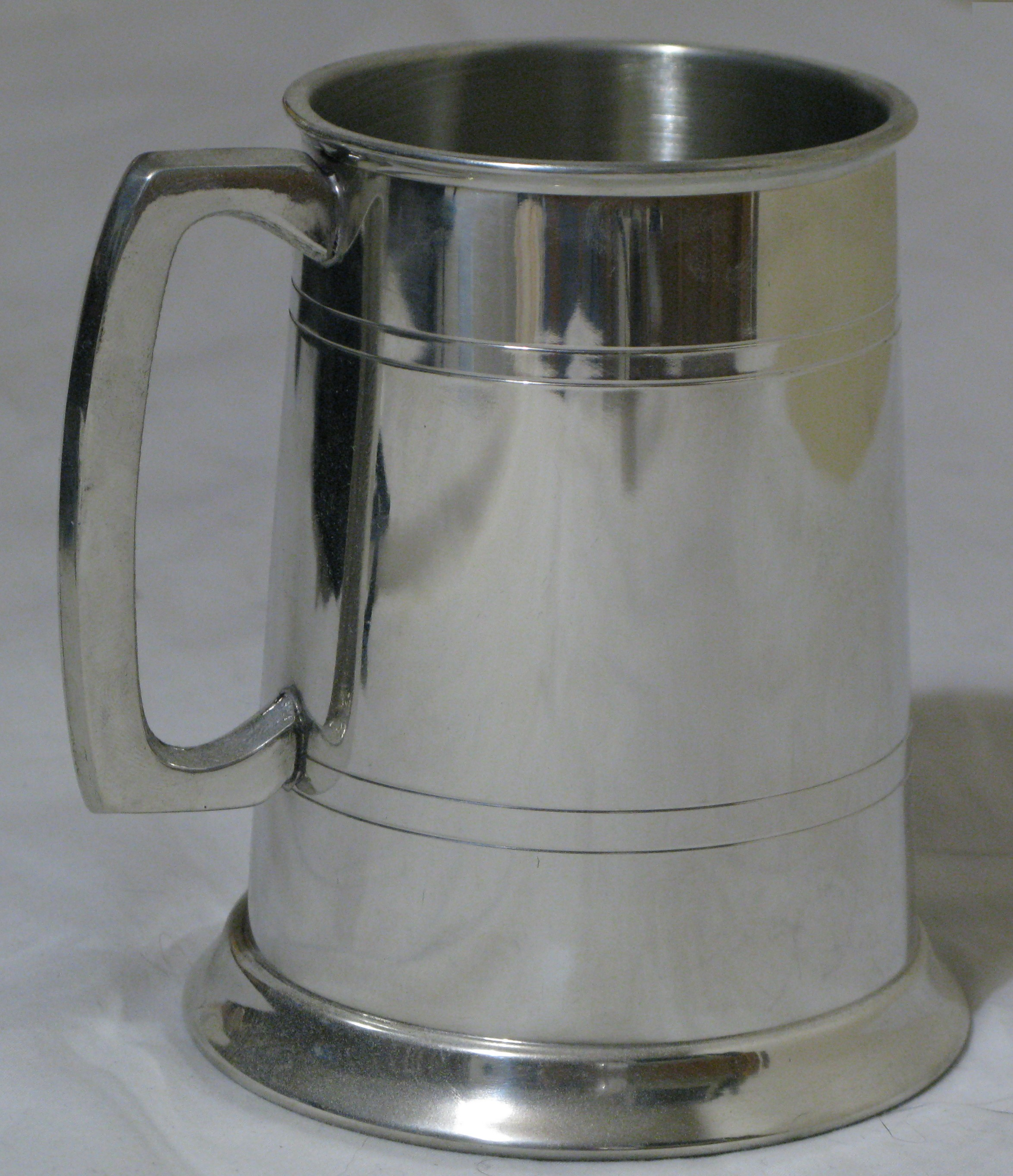
ピューター製のビールジョッキ

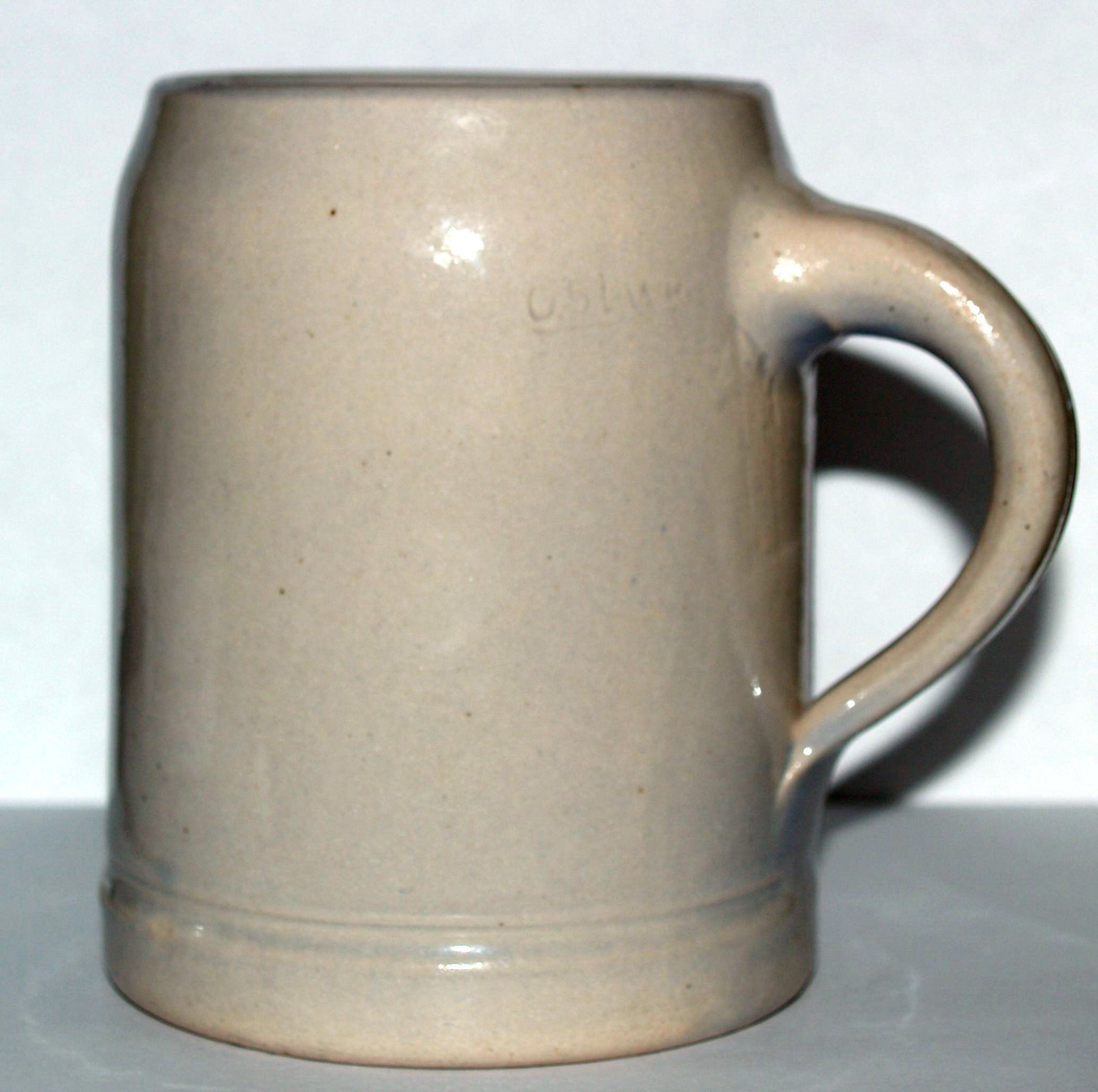
ドイツの典型的な500ml Humpen(ビールジョッキ).

ガラス製のビールジョッキ

ビールジョッキは、ビール飲用に特化したジョッキ。別称、ビアジョッキ。厚手のガラス製が一般的だが、陶器のものも親しまれている。中には木製のものも存在する。ビールだけでなく、同類の発泡酒や第三のビールも喉越しが軽いため、ビールジョッキで飲まれる。

## 概要
厚手の飲み口は味覚にも影響し、薄手のコップでは味わえない爽快な味となる。一般的に使用者が口を半開きにした（唇の力を抜いた）時と同じ厚さが好まれる傾向にあり、逆にワインのように繊細に味わいたい場合にはワイングラスのように薄手のグラスが好まれる。
英語でビアマグ（英: Beer mug）または、タンカード（英: Tankard）と呼ばれ、大きめの物は、ビアスタイン（英: Beer stein）と呼ばれている。
語源となったビアジャグ（Beer jug）は、1Lから4L入るピッチャーを意味する。
ただし現代のビアジョッキの容量は、片手で持って飲めることを前提としたものが多く、日本の大ジョッキで700mL前後、ドイツのオクトーバーフェストで用いられるマース(Maß)と呼ばれるジョッキで正確に1000mLとなっている。

## 飲み方

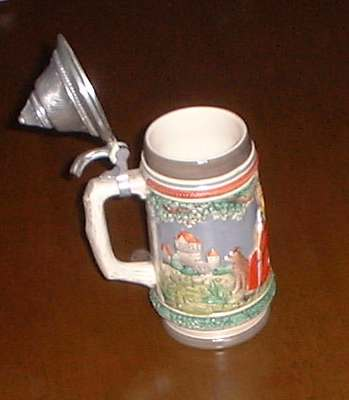
シュタイン（石）と呼ばれる
陶器製の蓋付きビアマグ。
日本の大ジョッキサイズである。

### 日本
日本のラガー・ビールは、味わいがあり、なおかつ喉越しが良い事で世界的にも知られている。その日本のラガービールを飲む上で、ジョッキに注いで盛大に飲む事は、一般的なビールを飲む日本人が好む飲み方である。ジョッキは主に円筒形をしており、側面には大きな取っ手がついている。これを片手ないし両手で持って、大いに飲み合うのである。
夏には良く冷えた生ビールをなみなみと注いで、これを飲み干す事で涼を取る習慣も見られ、エアコンの普及する以前の1970年代頃までは、仕事帰りに屋上ビアホールなどでビール片手に涼を取る人もしばしば見られた。中には中ジョッキで2～3杯は立て続けに飲む人もいる。
中生 (ちゅうなま) ・生中（なまちゅう）は中サイズのジョッキに注がれた生ビールを指し、居酒屋などで最も一般的な飲み方である。小サイズは小生（生小）、大サイズは大生（生大）である。ビールジョッキは大きさの規定がなく、小ジョッキは 200ml～300ml 程度、中ジョッキは 350ml～500ml 程度、大ジョッキは 700ml～800ml 程度が一般的である。（大・中・小：七五三と例えると覚えやすい）

### イギリス
英国で好まれるジョッキは、パイント・グラス（英: pint glass）と呼ばれ、1パイント（568ml）の物と、その半分（ハーフパイント284ml）の物であるが、日本のラガービールより濃くて風味の強いラガーや、更に味の濃いビター、濃厚な風味が楽しめる黒ビールであるため、日本の「喉越し良く飲めるラガー」との事情の違いもみられる。英国では、パブでジョッキに注いだビールを片手にちびりちびりと飲みながら、談笑することが好まれる傾向もある。
英国では生ビールを英式計量で販売しなければならない。英国の法律では1パイント（568ml）のビールが実際に1パイントであることを保証するために一定の手順を規定している。これは所謂「計量ディスペンサー」（計量検定済みポンプ）を使用することで保証されるが、より一般的には認定された1パイント・グラスを使用することで保証されている。この他の計量検定された何らかの手段を使用せずに容量の決まっていないグラスでビールを販売することは違法である。ハーフパイント（284ml）のグラスもあり、同じ法律で規定されている。

## 扱い方
最も一般的なガラス製ビールジョッキの場合、まずはジョッキを綺麗に洗浄し、泡立ちを妨げる埃の付着を防ぐために布で拭いたりせず自然乾燥させる。完全に水が切れたらこれを冷蔵庫に入れ、冷やす。厚手のジョッキは冷やすことで常温に置いても温まりにくくなり、注がれたビールの保冷効果を期待できる。飲食店では、あえて一定の水分を残したまま凍らせいっそう保冷効果を高めてビールを注いで出すところも多い。

## ビールジョッキをめぐる出来事
- 2014年、ドイツのアーベンスベルクで行われた、ビールジョッキ運びのイベントにて、1リットルのジョッキ27杯を持ち40メートル運んだ男性が世界記録を更新[2]。さらに2017年には、この男性が同イベントで29杯を運び記録を更新[3]。
- 2017年7月16日、兵庫県明石駅で、ビールの中ジョッキを持ったままの男性が新快速の車両に乗り込んだところ、乗客から駅員を通じて明石警察署に通報される出来事[4]。